# 亞當·赫洛謝克
亞當·赫洛謝克（1988年12月20日—）是一位捷克足球運動員。在場上的位置是邊鋒。他現在效力於波蘭足球甲級聯賽球會LKS尼切萨。他在2009年曾被選為捷克足球先生。他也代表捷克國家足球隊參賽。